# Conchocarpus punctatus
Conchocarpus punctatus är en vinruteväxtart som beskrevs av J. A. Kallunki. Conchocarpus punctatus ingår i släktet Conchocarpus och familjen vinruteväxter. Inga underarter finns listade i Catalogue of Life.